# Lomana LuaLua
Lomana Tresor LuaLua (Kinshasa, 28 dicembre 1980) è un ex calciatore della Repubblica Democratica del Congo, di ruolo attaccante.
In carriera ha giocato anche con Colchester, Newcastle, Portsmouth, Olympiacos, Al-Arabi, Omonia Nicosia, Blackpool, Karabükspor, Çaykur Rizespor e Akhisar Belediyespor.

## Palmarès

### Club

#### Competizioni nazionali
- Campionato greco: 1

Olympiakos: 2007-2008
- Coppa di Grecia: 1

Olympiakos: 2007-2008
- Supercoppa di Grecia: 1

Olympiakos: 2007